# St.-Matthäus-Kirche (Berlin-Tiergarten)

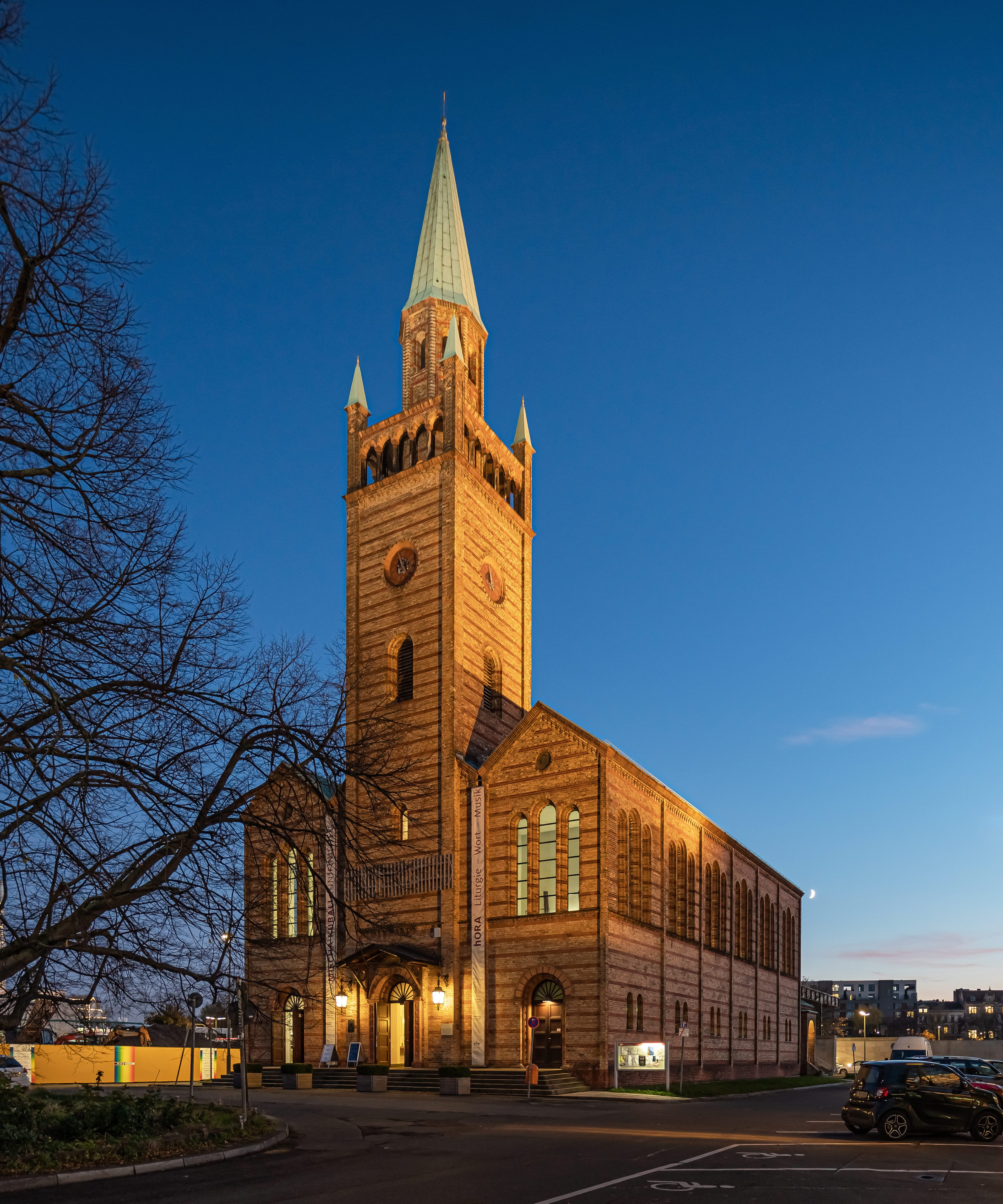
St.-Matthäus-Kirche

Die St.-Matthäus-Kirche (auch: St.-Matthäi-Kirche) ist ein Kirchengebäude der evangelisch-lutherischen Gemeinde im Berliner Bezirk Mitte (Ortsteil Tiergarten). Sie wurde in den 1840er Jahren im neoromanischen Stil erbaut und dem Evangelisten St. Matthäus  als Kirchenpatron geweiht. Das denkmalgeschützte Bauwerk dient kirchlichen Zwecken, wird aber auch kulturell genutzt und trägt deshalb auch den Zusatz Kulturkirche.

## Lage
Das Gotteshaus ist entsprechend dem damals der Gemeinde gespendeten Bauland nicht geostet, sondern seine Längsachse verläuft von Nord nach Süd. Es steht als einziger erhaltener historischer Bau des Bereiches nordöstlich vom Potsdamer Platz mitten im Kulturforum.

## Geschichte

### Vorgeschichte des Kirchenbaus
Im südlichen Tiergartenviertel entstand in der ersten Hälfte des 19. Jahrhunderts eine großbürgerliche Wohnbebauung. Höhere Beamte, Unternehmer, Künstler und Wissenschaftler ließen sich hier nieder. Das brachte diesem Viertel später den Namen Geheimratsviertel ein. Das Gebiet wurde von den Geistlichen der Dreifaltigkeitskirche betreut, die aber weit entfernt lag. So fanden Bestrebungen zur Gründung einer eigenen Gemeinde auch an höchster kirchlicher Stelle Gehör.
Am 5. Oktober 1843 gründete sich ein Kirchbauverein, der für einen Kirchenbau im neuen Viertel sorgen sollte. Den Vereinsvorsitz führte der Geheime Rat Emil von Koenen (1796–1883). Ein Bauplatz für die St.-Matthäus-Kirche wurde dem Verein bereits im selben Jahr, am 9. Dezember, durch den Mediziner Vetter geschenkt, der das Gebiet zwischen der damaligen Tiergartenstraße und der Grabenstraße, dem heutigen Reichpietschufer am Landwehrkanal, baulich erschließen wollte. Die Kirche sollte zentral in dieses Gebiet gebaut werden, damit eine Straße angelegt werden konnte – die Matthäi-Kirchstraße mit dem Matthäikirchplatz. Am 1. Januar 1844 schickte von Koenen ein Schreiben an den preußischen König Friedrich Wilhelm IV. mit der Bitte um die Baugenehmigung für die Kirche. Wilhelm erteilte diese Genehmigung am 27. Januar 1844, gemeinsam mit der Baugenehmigung für die vom Mediziners Dr. Vetter gewünschte Straße.

### Der Kirchenbau

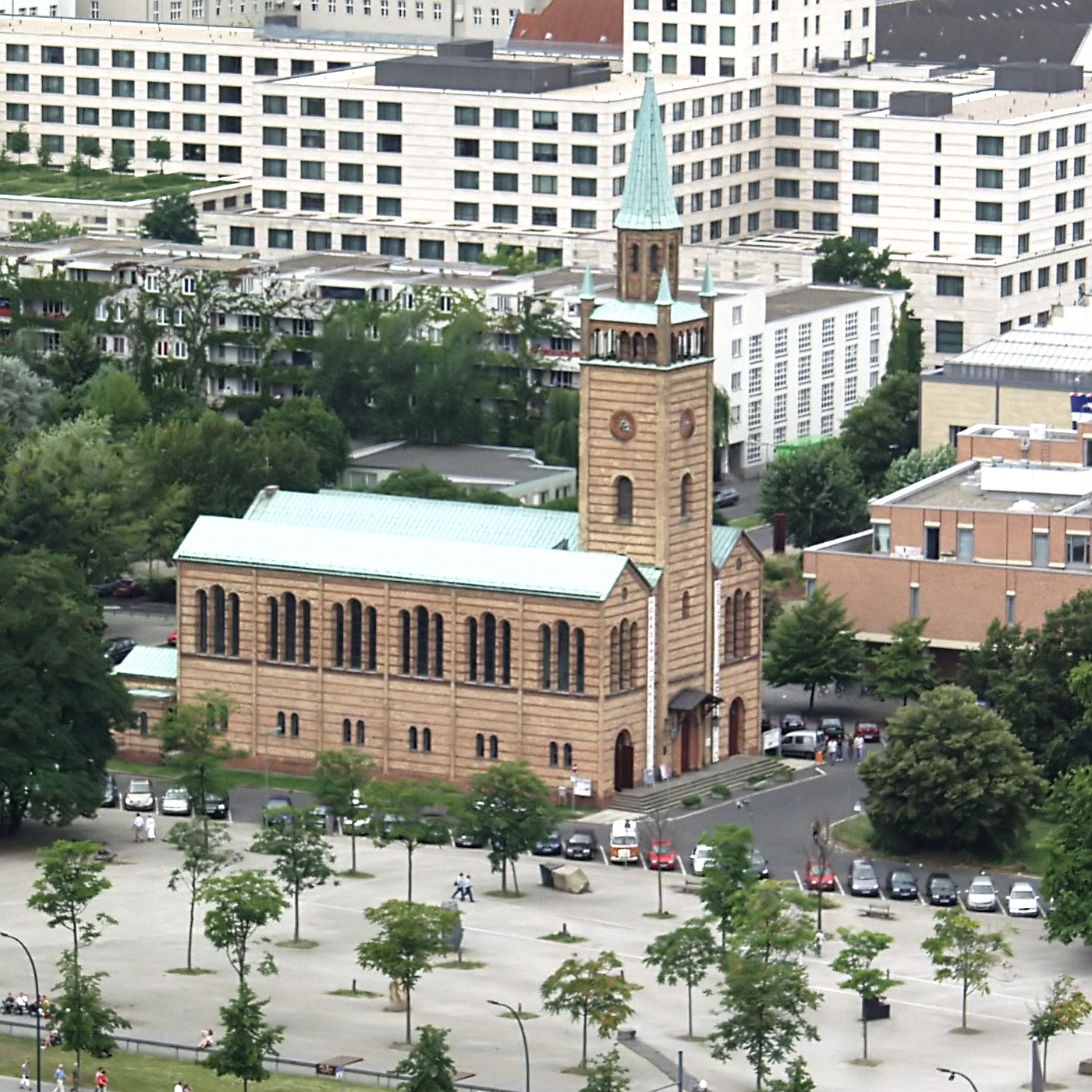
Blick von der gegenüberliegenden Staatsbibliothek auf die St.-Matthäus-Kirche

Die Errichtung des Kirchengebäudes erfolgte nun nach einem Entwurf des Architekten und ranghohen preußischen Baubeamten Friedrich August Stüler unter Mitwirkung von Hermann Alexander Wentzel. Vom ersten Spatenstich bis zur Einweihung am 17. Mai 1846 dauerte der Bau rund drei Jahre. – Als erster Pfarrer wurde der Erweckungsprediger Carl Büchsel aus der Uckermark nach Berlin berufen.
Stüler und seine Mitarbeiter schufen einen dreischiffigen Kirchenbau. Inmitten sehr moderner Neubauten wirkt dieser Bau auch noch im 21. Jahrhundert relativ zeitgemäß.
Die Kirche erhielt 1845 eine Orgel von Johann Friedrich Schulze aus Paulinzella, die 26 Register auf zwei Manualen und Pedal besaß. Im Jahr 1900 ersetzten die Gebrüder Dinse diese Orgel durch eine neue mit drei Manualen und 42 Registern, der alte Prospekt der Schulze-Orgel wurde wiederverwendet.
Am 15. November 1931 wurde Dietrich Bonhoeffer in der St.-Matthäus-Kirche zum Pfarrer ordiniert.
Das Viertel um die Kirche stand den Ausbauplänen der Nationalsozialisten für Berlin im Wege. In Vorbereitung des Ausbaus zur Welthauptstadt Germania wurden für die Nord-Süd-Achse schon vor dem Zweiten Weltkrieg hier viele Häuser abgerissen. Auch das Pfarrhaus wurde abgetragen. Die Kirche selbst sollte abgetragen und in Spandau wieder aufgebaut werden. – Die Luftangriffe der Alliierten und die Schlacht um Berlin legten die Reste des Viertels in Schutt und Asche. Die St.-Matthäus-Kirche wurde durch die letzten Gefechte um das nahegelegene Regierungsviertel rund um die Wilhelmstraße und den Reichstag stark beschädigt und brannte teilweise aus.
Nach dem Krieg wurde der Bau zwischen 1956 und 1960 nach Plänen und unter Leitung der Architekten Jürgen und Paul Emmerich äußerlich rekonstruiert. Im Inneren bildeten nun neue Betonbinder die Dachkonstruktion. Der Turm behielt jedoch vorerst seinen stumpfen Helm.
Das Umfeld der Kirche wurde nach dem Krieg einer völlig neuen Nutzung zugeführt. Es wurde, an der Nahtstelle zwischen der sowjetischen Besatzungszone und der amerikanischen Besatzungszone zum Kulturforum und damit als Stoßpunkt zwischen Ost-Berlin und West-Berlin entwickelt. Die Architektin Gisela Breitling gewann 1987/1988 den Wettbewerb zur Neugestaltung des Turmes. Der dann ausgeführt wurde.
Nach dem Mauerfall und der folgenden kompletten Umgestaltung des Areals rund um den Potsdamer Platz wurde auch die Kirche zum Bestandteil des Kulturforums. Sie wird weiter für Gottesdienste genutzt und ebenso als kultureller Veranstaltungsort. Zur Betreuung der Gemeindeaktivitäten hat sich im Jahr 1999 die Stiftung St. Matthäus gegründet, für die dieser Kirchenbau ein hervorgehobener Ort für ihre Tätigkeit darstellt.

## Architektur

### Außen
Das gesamte Kirchengebäude einschließlich dem Turmunterbau ist mit gelben rot gebänderten Backsteinen verkleidet und mittels Lisenen gegliedert. Die Steine tragen den Stempel der Ziegelei Borchmann aus Rathenow.

#### Kirchenschiffe
Die Schiffe sind äußerlich dadurch zu erkennen, dass jedes einen eigenen Giebel besitzt und drei gleichrangige Satteldächer die Schiffe bedecken.
Im Süden wird jedes Schiff durch eine fensterlose Apsis abgeschlossen. Der Stil des Gebäudes orientiert sich an der oberitalienischen Romanik.
Die Seitenschiffe enthalten hohe mehrsprossige Lanzettfenster, die überwiegend unbunt verglast sind und viel Tageslicht in den Raum hineinlassen. Sie sind in der unteren Zone in Zweiergruppen, in der oberen in Dreiergruppen angeordnet.

#### Kirchturm mit Glocken
Im Norden schließt ein schlanker Turm das Mittelschiff ab. Er verfügt über einen quadratischen Grundriss und eine Glockenstube mit umlaufenden offenen Klangarkaden. Die Westfassade des Turmes nimmt mit Nebenräumen das erste der sechs Joche ein.
Die Turmfassaden werden durch einen Rundbogenfries begrenzt, dessen Ecken mit Fialen betont sind.
Das dreistimmige Bronze-Geläut der Matthäuskirche wurde 1988 von der Glockengießerei Rudolf Perner in Passau neu gegossen. Es ersetzte ein Geläut aus drei Gussstahlglocken in der Stimmung d' – f' – g', das 1960 vom Bochumer Verein angefertigt wurde. Die ursprünglichen Bronzeglocken wurden in den beiden Weltkriegen beschlagnahmt und dienten als Metallspende des deutschen Volkes.
| Nr. | Durchmesser | Gewicht | Schlagton | Inschrift |
| --- | ----------- | ------- | --------- | --- |
| 1   | 1220 mm     | 1070 kg | e'        | CHRISTUS SPRICHT: KOMMT HER ZU MIR, ALLE, DIE IHR MÜHSELIG UND BELADEN SEID ICH WILL EUCH ERQUICKEN           |
| 2   | 1020 mm     | 0635 kg | g'        | CHRISTUS SPRICHT: BITTET, SO WIRD EUCH GEGEBEN SUCHET, SO WERDET IHR FINDEN KLOPFET AN, SO WIRD EUCH AUFGETAN |
| 3   | 0905 mm     | 0450 kg | a'        | CHRISTUS SPRICHT: SIEHE, ICH BIN BEI EUCH ALLE TAGE BIS AN DER WELT ENDE                                      |

Der Turmunterbau trägt eine achteckige Laterne, die in einen runden geschlossenen Spitzhelm übergeht.
Das Dach des Turmes ist mit Kupferblech gedeckt und endet in einer Turmkugel mit einem darüber befindlichen Kreuz.

### Innen
Das dreischiffige Kirchenbauwerk besteht aus einem breiten und lichtdurchfluteten Mittelschiff, zwei gleichhohen Seitenschiffen und einer U-förmig herumführenden Empore mit jeweils drei erhöht angeordneten Bankreihen. Die Decke ist leicht pultförmig ausgebildet und mit Naturholz verkleidet, alle Wände und Stützen sind geweißt. Vor den Kriegszerstörungen bestand die Decke aus einem Holzgewölbe.

## Ausstattung

### Altar und Weiteres

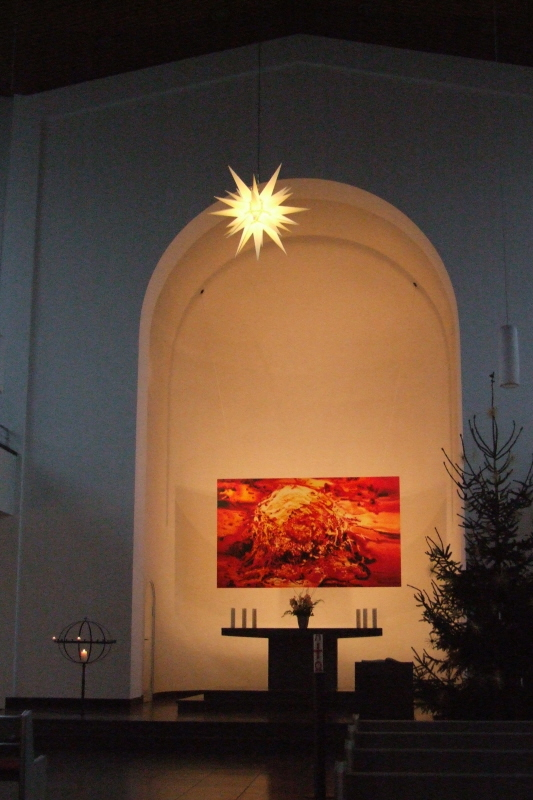
Altarraum der St.-Matthäus-Kirche mit einem temporären Altarbild des Malers Yang Shaobin

Das moderne Altarbild stammt vom chinesischen Maler Yang Shaobin und bezieht sich auf das Thema Die zehn Gebote.
Das ursprüngliche Altarbild ist nur noch mit einem Seitenflügel erhalten, der sich in der Kirchenverwaltung befindet.
In der Kirche sind inzwischen jedoch bedeutende Kunstwerke dauerhaft zu sehen, darunter ein Kruzifix von Gerhard Schreiter, ein Schmerzensmann der Riemenschneider-Werkstatt, ein Christuskopf von Gerhard Marcks sowie die Skulpturen Antlitz von Vadim Sidur und Ecce homo von Michael Morgner. Die Sakristei enthält fünf Glasfenster von Sigmund Hahn mit Themen zur Apostelgeschichte.

### Orgel
Die heutige Orgel entstand in der Werkstatt der Firma E. F. Walcker & Cie. und wurde 1966 installiert. Sie besitzt 26 Register auf zwei Manualen und Pedal. Im Jahr 1986 führte der Orgelbauer Alexander Schuke eine Renovierung durch, zwei Stimmen wurden geändert.
Disposition
| Hauptwerk (C-g) |        |
| Quintade        | 16′    |
| Prinzipal       | 08′    |
| Gemshorn        | 08′    |
| Oktave          | 04′    |
| Gedackt         | 04′    |
| Nasat           | 2 2/3′ |
| Oktave          | 02′    |
| Mixtur          | 4fach  |
| Trompete        | 08′    |

| Positiv (Schwellbar) (C-g) |        |
| Koppelflöte                | 8′     |
| Prinzipal                  | 4′     |
| Rohrflöte                  | 4′     |
| Waldflöte                  | 2′     |
| Quinte                     | 1 1/3′ |
| Sifflöte                   | 1′     |
| Scharff                    | 3fach  |
| Vox Humana                 | 8′     |
| Tremulant                  |        |

| Pedal (C-f') |       |
| Subbaß       | 16′   |
| Oktave       | 08′   |
| Gedackt      | 08′   |
| Hohlflöte    | 04′   |
| Rohrpfeife   | 02′   |
| Hintersatz   | 4fach |
| Fagott       | 16′   |
| Posaune      | 08′   |
| Schalmey     | 04′   |

- Koppeln: Hauptwerk-Positiv, Pedal-Hauptwerk, Pedal-Positiv.
- Zubehör: 3 freie Kombinationen, Organo Pleno, Zungeneinzelabsteller.

## Seelsorge und weitere Einrichtungen
Pfarrer der Matthäus-Kirche waren (Auswahl)
- 1846: Carl Büchsel
- 1931–1943: Dietrich Bonhoeffer
- seit 2020: Christhard-Georg Neubert

 Friedhöfe 
Die Kirchengemeinde eröffnete im Jahr 1856 einen ersten eigenen Kirchhof, den heutigen Alten St.-Matthäus-Kirchhof. 1899 folgte der Neue St.-Matthäus-Kirchhof Berlin, der aber an die Stadt Berlin verkauft wurde.

## Nutzung und Betreiber der Kirche
Die Gemeinde lädt regelmäßig Künstler zu Arbeiten für die Reihe Das andere Altarbild ein. 
Hier ist im Jahr 2024 die Kunstinstallation Holy Fluxus – aus der Sammlung Francesco Konz zu sehen. (Die als Fluxus bezeichnete neue und moderne Kunstrichtung zielt nicht auf das Aussehen eines Werkes, sondern bei ihr steht die Gestaltungsidee im Vordergrund.) 
Im Kirchenraum hat der Kurator das Abendmahl ganz weltlich interpretiert – ein langer rechteckiger Tisch beherrscht das gesamte Mittelschiff in seiner Länge. Insgesamt 30 einzelne Kirchenstühle wurden beidseitig vor den Gewölbestützen in je einer langen Reihe arrangiert. Dahinter wurden drei Reihen gepolsterte Kirchenbänke (ebenfalls) in Längsrichtung platziert. Der Abendmahlstisch ist mit mehr als 100 Fluxus-Objekten wie leeren Flaschen, Büchern, bunten Glasbildern, dem Mini-Modell eines Flügelaltars, sogar vergessenen Schuhen bedeckt. An den Wänden der Empore sind kleine bunte Geigen aufgehängt, ein größeres Instrument schwebt von der Decke herab. Auf dem Altartisch finden sich weitere Fluxus-Objekte, ein Flügel erhielt eine Leichtkonstruktion in Form von echten Flügeln aufgesetzt und wird Pegasus-Flügel genannt. Die Wände der Apsis sind mit geometrisch gestalteten Bildern teilweise im Stil des Dadaismus versehen.
Dieses unheilige Abendmahl findet laut Eintragungen im Besucherbuch überwiegend Zustimmung und regt zu intensivem Nachdenken über Lebensläufe und -ziele an.
Im Weiteren gibt es Ausstellungen zeitgenössischer Kunst, Konzerte, Podiumsdiskussionen, Predigtreihen und vieles mehr in der Kirche. Dienstags bis sonnabends finden um 12:30 Uhr Orgelandachten statt. Im Anschluss daran besteht die Möglichkeit zu einem seelsorgerischen Gespräch. In den sonntäglichen hORA-Gottesdiensten um 18 Uhr predigen häufig namhafte Theologen der Stadt Berlin und Gäste. Zahlreich mitwirkende Solisten und Ensembles tragen mit ausgesuchten Musikprogrammen zur Gestaltung der Gottesdienste bei. Regelmäßig erfolgen Uraufführungen neuer Musik in Gottesdiensten und Konzerten oder es finden Workshops statt.
Die Citykirche St. Matthäus ist eine offene Kirche (dienstags bis sonnabends von 11 bis 18 Uhr) und wird ehrenamtlich von Gemeindemitgliedern betreut. Führungen können vereinbart werden. Der Kirchenshop hält Publikationen der Edition St. Matthäus bereit, die viele Ausstellungen und Projekte der Stiftung dokumentieren. – Der Turm ist während der Öffnungszeiten begehbar und bietet einen guten Rundblick. Temporäre Ausstellungen zur Geschichte der St.-Matthäus-Kirche ergänzen das Angebot.
Trägerin der Veranstaltungen und Gottesdienste ist die im Jahr 1999/2000 gegründete Stiftung St. Matthäus, Kulturstiftung der Evangelischen Kirche Berlin-Brandenburg-schlesische Oberlausitz (EKBO). Die Stiftung hat insbesondere das Ziel, den Dialog der Kirche mit den Künsten zu führen und zu fördern. Ihre Projekte und Aktionen sollen diesem Dialog immer wieder neue Impulse geben. Sie hat ihren Hauptsitz am Dom zu Brandenburg und kooperiert mit Einrichtungen der evangelischen und katholischen Kirche sowie mit der Jüdischen Gemeinde, mit Staatlichen Museen, insbesondere mit der Gemäldegalerie, mit privaten Galerien und mit anderen Kunstinstituten und Stiftungen im In- und Ausland.